# Saint-Andiol
Saint-Andiol (Sant Andiòu in Occitan) là một xã ở tỉnh Bouches-du-Rhône, thuộc vùng Provence-Alpes-Côte d’Azur ở miền nam nước Pháp.